# 卡达马克库德伊
卡达马克库德伊（Kadamakkudy），是印度喀拉拉邦Ernakulam县的一个城镇。总人口15823（2001年）。

## 人口
该地2001年总人口15823人，其中男性7826人，女性7997人；0—6岁人口1764人，其中男923人，女841人；识字率83.92%，其中男性为85.57%，女性为82.31%。